# أليكس بلاكويل
أليكس بلاكويل (27 يونيو 1970 في الولايات المتحدة - ) (بالإنجليزية: Alex Blackwell)‏ هو لاعب كرة سلة أمريكي في مركز هجوم صغير الجسم. لعب مع لوس أنجلوس ليكرز.

## وصلات خارجية
- أليكس بلاكويل على موقع إن بي أي (الإنجليزية)
- أليكس بلاكويل على موقع سبورتس رفرنس (الإنجليزية)
- أليكس بلاكويل على موقع الدوري الإسباني لكرة السلة (الإسبانية)
- أليكس بلاكويل على موقع كرة السلة الأوروبية.كوم (الإنجليزية)
- أليكس بلاكويل على موقع كلية كرة السلة في سبورتس رفرنس.كوم (الإنجليزية)
- أليكس بلاكويل على موقع ريلجم (الإنجليزية)
- أليكس بلاكويل على موقع سبورتس رفرنس (الإنجليزية)